# Louise Farrenc
Louise Farrenc (Parigi, 31 maggio 1804 – Parigi, 15 settembre 1875) è stata una compositrice, pianista e insegnante francese. Nata col nome di Jeanne-Louise Dumont, era figlia di Jacques-Edme Dumont, importante scultore dell'epoca, e sorella di Auguste Dumont.

## Biografia

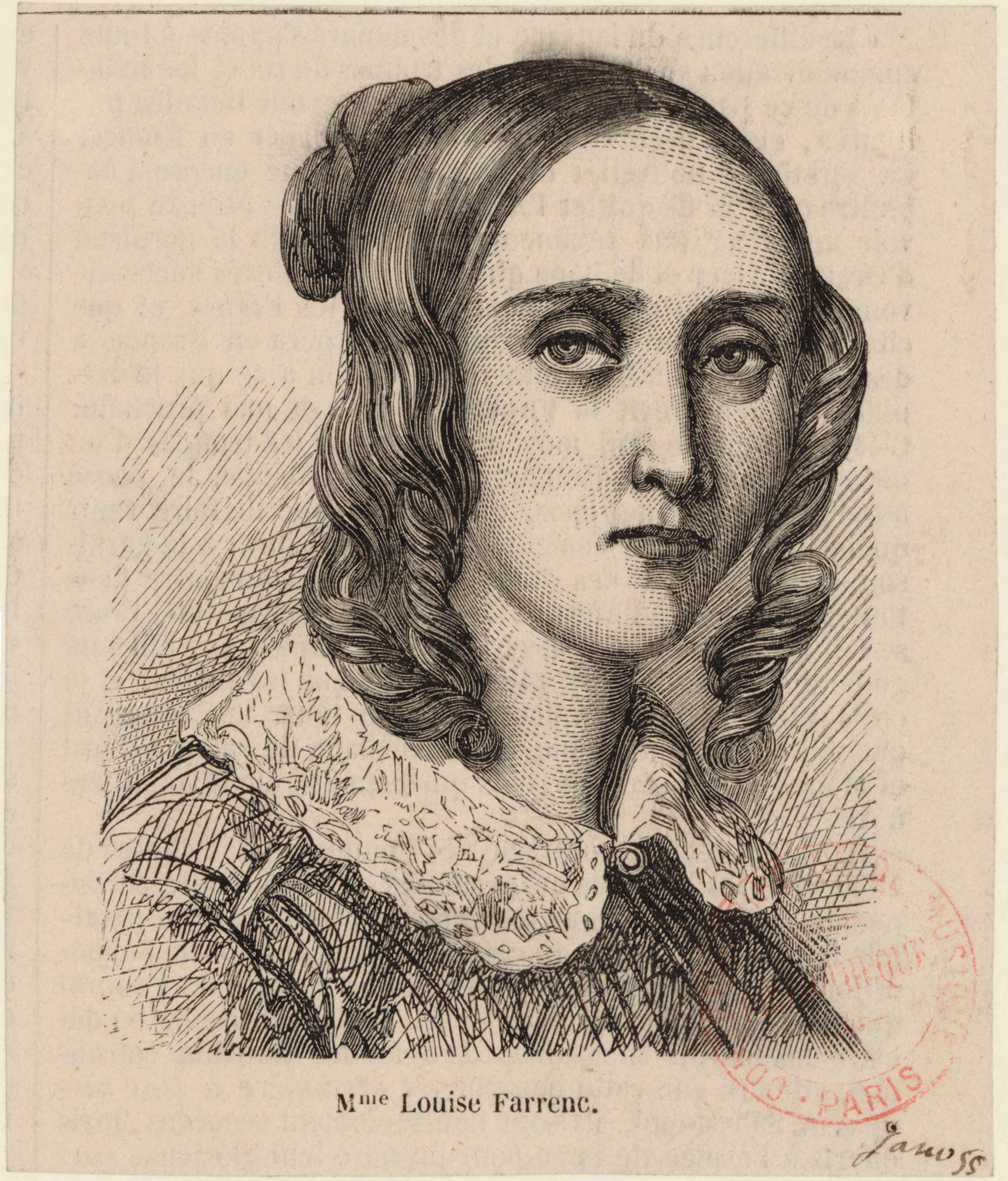
Louise Farrenc (nata Jeanne-Louise Dumont), 1855 circa, Bibliothèque nationale de France.

Louise Farrenc ottenne una considerevole reputazione durante la sua vita, sia come compositrice, sia come pianista che come insegnante. Iniziò a studiare pianoforte in giovane età con Cecile Soria, un ex allievo di Muzio Clementi. Quando divenne chiaro che aveva la capacità di diventare una professionista andò a lezione da maestri quali Ignaz Moscheles e Johann Nepomuk Hummel, e, dato il talento che mostrava come compositrice, i suoi genitori decisero, nel 1819 all'età di 15 anni, di farla studiare con Anton Reicha, l'insegnante di composizione al conservatorio, anche se non è chiaro se frequentò effettivamente le lezioni in quel luogo, dal momento che all'epoca la classe di composizione era aperta solo agli uomini. Nel 1821 sposò Aristide Farrenc, uno studente di flauto dieci anni più anziano di lei, che si esibiva regolarmente nei concerti dati nella colonia degli artisti della Sorbona, dove viveva la famiglia di Louise. Dopo il matrimonio interruppe i suoi studi per esibirsi nei concerti in tutta la Francia insieme al marito. Egli, tuttavia, si stancò ben presto di quella vita e, con l'aiuto di lei, aprì una casa editrice a Parigi, Éditions Farrenc, che divenne una delle più importanti case editrici musicali della Francia per i successivi 40 anni.
A Parigi Farrenc riprese a studiare con Reicha e, in seguitò, riprese la carriera concertistica, interrotta brevemente nel 1826 per dare alla luce la figlia, Victorine, che divenne anch'essa una pianista, ma che morì nel 1859 all'età di trentatré anni. Negli anni trenta Farrenc aveva già ottenuto una fama considerevole come pianista e la sua reputazione era tale che nel 1842 ottenne il posto di insegnante di pianoforte al conservatorio di Parigi, posizione tra le più prestigiose in Europa, che mantenne per trent'anni. Fu una istruttrice eccellente e molti dei suoi studenti si diplomarono con il Premier Prix e divennero musicisti professionisti. Nonostante ciò, Louise venne pagata meno delle sue controparti maschili per quasi un decennio. Solo dopo la trionfante première del suo nonetto, a cui prese parte il famoso violinista Joseph Joachim, richiese e ottenne di avere la stessa paga. Oltre alla sua attività di insegnante e di concertista, scrisse e pubblicò un importante libro, Le Trésor des Pianistes, sui vari stili esecutivi musicali e fu due volte premiata con il Prix Chartier of the Académie des Beaux-Arts, nel 1861 e nel 1869.
Louise Farrenc morì a Parigi. Per molti anni dopo la sua morte, la sua reputazione di pianista sopravvisse e il suo nome continuò ad apparire in libri quali Pianistes célèbres di Antoine François Marmontel. Il suo nonetto aveva ottenuto popolarità nel 1850 circa, così come i suoi due quintetti per piano e i suoi trii. Ma, nonostante la riedizione di alcune sue opere di musica da camera dopo la sua morte, le sue composizioni furono velocemente dimenticate, finché, nel XX secolo, l'interesse e lo studio delle compositrici, hanno portato alla sua riscoperta e, in seguito, all'esecuzione e alla registrazione di molte sue opere. A dicembre 2013, Louise Farrenc è stato il soggetto del programma Composer of the Week, andato in onda su BBC Radio Three.

## Musica
All'inizio, tra il 1820 e il 1830, Louise Farrenc compose esclusivamente musica per pianoforte. Molti di questi brani ottennero molti elogi da parte dei critici, Schumann compreso. Dagli anni trenta iniziò a scrivere anche opere di musica da camera e per orchestra. La maggior parte della musica da camera venne tuttavia scritta negli anni quaranta e, mentre la maggior parte di opere da lei scritte sono per piano solo, la sua musica da camera è ritenuta il suo miglior successo: la sua musica in questo settore è infatti alla pari con quella composta dai più ben noti compositori di sesso maschile della sua epoca.
Ha scritto molte composizioni per fiati e/o archi o pianoforte, tra i quali si possono ricordare i due quintetti per piano opp. 30 e 31, un sestetto per piano e fiati op. 40, che in seguitò arrangiò in un quintetto per piano, due trii per piano opp. 33 e 34, il nonetto per fiati e archi op. 38, un trio per clarinetto (o violino), violoncello e pianoforte, op. 44, un trio per flauto (o violino), violoncello e piano, op. 45, e diverse sonate per più strumenti (un quartetto per archi, talvolta a lei attribuito, è ritenuto dagli specialisti l'opera di un altro compositore non ancora identificato).
Oltre alla musica da camera e alle opere per pianoforte solo, scrisse anche due overture e tre sinfonie. Ottenne un grande riconoscimento all'esecuzione della sua terza sinfonia, op. 36, eseguita alla Société des concerts du Conservatoire nel 1849. L'unica forma musicale alla quale non si è dedicata è l'opera, un'importante lacuna, in quanto il melodramma era all'epoca una delle più importanti composizioni musicali in Francia. Molte fonti, tuttavia, indicano che era ambiziosa anche in questo campo, ma non ottenne mai un libretto su cui comporre la musica né dal Théâtre de l'Opéra né dal Théâtre de l'Opéra-Comique, probabilmente per ragioni legate al fatto di essere donna.

## Lista di composizioni
Louise Farrenc scrisse esclusivamente musica per pianoforte tra il 1820 e il 1830. In seguitò produsse anche opere per orchestra, a partire dal 1834. Di lei ci restano 49 composizioni con numero di opus.

### Opere per orchestra
- Sinfonia No. 1 in Do minore, op. 32 (1842)
- Sinfonia No. 2 in Re maggiore, op. 35 (1845)
- Sinfonia No. 3 in Sol minore, op. 36 (1847)
- Overture in Mi minore, op. 23 (1834)
- Overture in Mi♭, op. 24 (1834)
- Grandi variazioni sulla canzone Le premier pas, per piano e orchestra, op. 4
- Grandi variazioni su un tema del Conte Gallenberg, per piano e orchestra, op. 25

### Opere vocali
- Andréa la folle, Ballata
- Je me taisais, Romanza
- La tourterelle, Romanza
- La madone
- Le berger fidèle, Romanza
- Le prisonnier de guerre, Scena drammatica
- Le suicide, scena e aria (Composizione identica al prisonnier de guerre)
- Toi que j'appelle

### Opere corali
- O père qu'adore mon père (Inno di Lamartine), (coro non accompagnato)
- O père qu'adore mon père (Inno di Lamartine), (coro e piano)
- O salutaris hostia (soprano, contralto e tenore)

### Musica da camera
- Nonetto in Mi♭, op. 38 (1849; string quartet and wind quintet)
- Sestetto in Do minore, op. 40 (1852; piano, flauto, oboe, clarinetto, fagotto e corno)
- Quintetto per piano No. 1 in La minore, op. 30 (1839; piano, violino, viola, violoncello e contrabbasso)
- Quintetto per piano No. 2 in Mi, op. 31 (1840; piano, violino, viola, violoncello e contrabbasso)
- Trio in Mi♭, op. 33 (1841–44; piano, violino e violoncello)
- Trio in Re, op. 34 (1844; piano, violino e violoncello)
- Trio in Mi♭, op. 44 (1854–56; piano, clarinetto e violoncello)
- Trio in Mi minore, op. 45 (1854–56; piano, flauto e violoncello)
- Variazione concertante su una melodia svizzera, op. 20 (piano e violino)
- Sonata per violino e piano in Do minore, op. 37 (1848)
- Sonata per violino e piano in La, op. 39 (1850)
- Sonate per violoncello e piano in Si♭, op. 46 (1857)
- Grandi variazioni sulla canzone Le premier pas, op. 4

### Opere per piano
- Variazioni (Aristide Farrenc), op. 2
- Grandi variazioni Le premier pas, op. 4 (piano solo)
- Variazioni brillanti su un tema da La Cenerentola di Rossini, op. 5
- Variazioni sull'aria favori O ma tendre musette!, op. 6
- Air suisse varié, op. 7
- Tre rondeaux, op. 8
- Rondeau su un'aria del pirate di Bellini, op. 9
- Variazioni (George Onslow), op. 10
- Rondeau su temi da Euryanthe di Carl Maria von Weber, op. 11
- Variazioni (Galopade favorite), op. 12
- Rondeau (Rossini), op. 13
- Les italiennes, op. 14
- Variazioni brillanti (Donizetti), op. 15
- Les allemandes, op. 16
- Air russe varié, op. 17
- La Sylphide, op. 18
- Souvenir des Huguenots, op. 19
- Les jours heureux, op. 21
- Fugues, op. 22
- Trenta studi in tutti i toni maggiori e minori, op. 26 (1838)
- Hymne russe varié, op. 27
- Variazioni su un tema tedesco, op. 28
- Variazioni (Bellini,) op. 29 (Piano a quattro mani, arrangiamenti per 2 o 3 pianoforti)
- Dodici studi brillanti, op. 41 (1853)
- Venti studi di media difficoltà, op. 42 (1854)
- Tre melodie, op. 43
- Scherzo, op. 47
- Valse brillante, op. 48
- 1° notturno, op. 49
- Venticinque studi facili, op. 50
- Deuxième valse brillante, op. 51
- Diverse opere per pianoforte, senza numero d'opus
- Melodie, senza numero d'opus

## Discografia e concerti recenti
La Radio-Philharmonie Hannover di NDR, diretta da Johannes Goritzki, ha registrato le sue due ouverture e le sue tre sinfonie a partire dal 1997 (3ª sinfonia registrata tra il 10 eil 12 dicembre 1997, 1ª sinfonia tra il 2 eil 4 marzo 1998), pubblicati dalla casa discografica CPO (nel 1998 le sinfonie 1 e 3).
Lo stesso editore ha altresì pubblicato alcune opere per piano (opus 15, 17, 48, 49 et nove studi dell'opus 26) interpretati da Konstanze Eickhorst (CPO 2003) e i suoi quintetti per piano, violino, viola, violoncello e contrabbasso opus 30 et 31 interpretati dalla Linos-Ensemble (CPO 1993).
Il trio per violino, violoncello e piano opus 45 è stato registrato dal Trio Streicher, insieme al trio opus 17 di Clara Schumann (Music and Arts 1996).
Nel 2005, l'auditorium del Louvre ha realizzato una retrospettiva delle sue principali opere; degli estratti sono stati pubblicati da Naïve nel 2005, tra cui il nonetto op. 38 e il trio op. 44.
Da Naïve è stato registrato il concerto di musica da camera del gennaio 2005, a Parigi, presso l'auditorium del Louvre, comprendente i seguenti brani: Nonetto per archi e fiati; Melodia in la♭ maggiore; Variazioni concertanti per violino e piano; Studi op. 26 nº 17 e 18; Trio per clarinetto, violoncello e piano. Brani interpretati da: Brigitte Engerer e Jean-Frédéric Neuburger (piano); Guillaume Sutre (violino); Romain Guyot (clarinetto); François Salque (violoncello); Philippe Bernold (flauto); François Leleux (oboe); André Cazalet (corno); Gilbert Audin (fagotto); Miguel da Silva (viola); Vincent Pasquier (contrabbasso).
Ottobre 2013 -Registrazione presso Teatro Torti di Bevagna dei QUINTETTI OP 30 e 31 QUINTETTO BOTTESINI: Linda Di Carlo pf, Alessandro Cervo vl, Federico Stassi vla, Amedeo Cicchese vlc, Roberto Della Vecchia cb. Brilliant Classics 2014
Maggio 2016- Registrazione presso studio "I musicanti" di Roma di "Wind Sextet" e "Trios"- (Sextet in C minor Op.40-Trio in E flat Op. 44- Trio in E minor Op.45)- Opera Ensemble: Linda Di Carlo (piano); Carlo Enrico Macalli (flauto); Luca Vignali (oboe); Angelo De Angelis (clarinetto); Alessio Bernardi (corno); Eliseo Smordoni (fagotto); Andrea Bergamelli (violoncello). Brilliant Classics 2017.